# 고구려의 군사사
고구려의 군사 역사는 다른 한국 왕국, 중국 왕조, 유목 국가 및 부족, 왜 일본과의 전쟁을 포함한다. 고구려는 매우 호전적인 국가였다. 고구려는 강력한 제국이었고 동아시아의 강대국 중 하나였다. 연개소문의 죽음으로 인한 장기간의 소모와 내분으로 668년 신라-당 연합군에게 패배할 때까지 지속되었다.

## 다른 한국 국가들과의 충돌

### 백제
고구려와 백제는 한반도 삼국 중 두 국가였다. 두 국가 모두 고대 한국 왕국인 부여의 후손임을 주장했다. 백제의 건국자인 온조는 고구려의 건국자인 주몽의 둘째 아들이라고 전해진다. 공통 조상에도 불구하고 고구려와 백제의 관계는 종종 분쟁적이었다.
4세기 동안, 근초고왕은 고구려를 희생하여 백제의 영토를 북쪽으로 확장했다. 369년, 고구려의 군주인 고국원왕은 2만 명의 군사를 이끌고 백제를 공격했지만, 치양 전투에서 태자 근구수에게 패배했다. 371년, 근구수는 3만 명의 군사를 이끌고 평양의 요새를 공격하여 전투에서 고국원왕을 살해했다. 백제는 약화된 전진의 상태를 이용하고 일본 열도의 규슈에까지 바다를 건너 랴오시와 산둥성으로 영향력을 확장한 강력한 해양 국가였다.
고국원왕의 아들인 고국양왕은 386년에 백제를 침공했다.

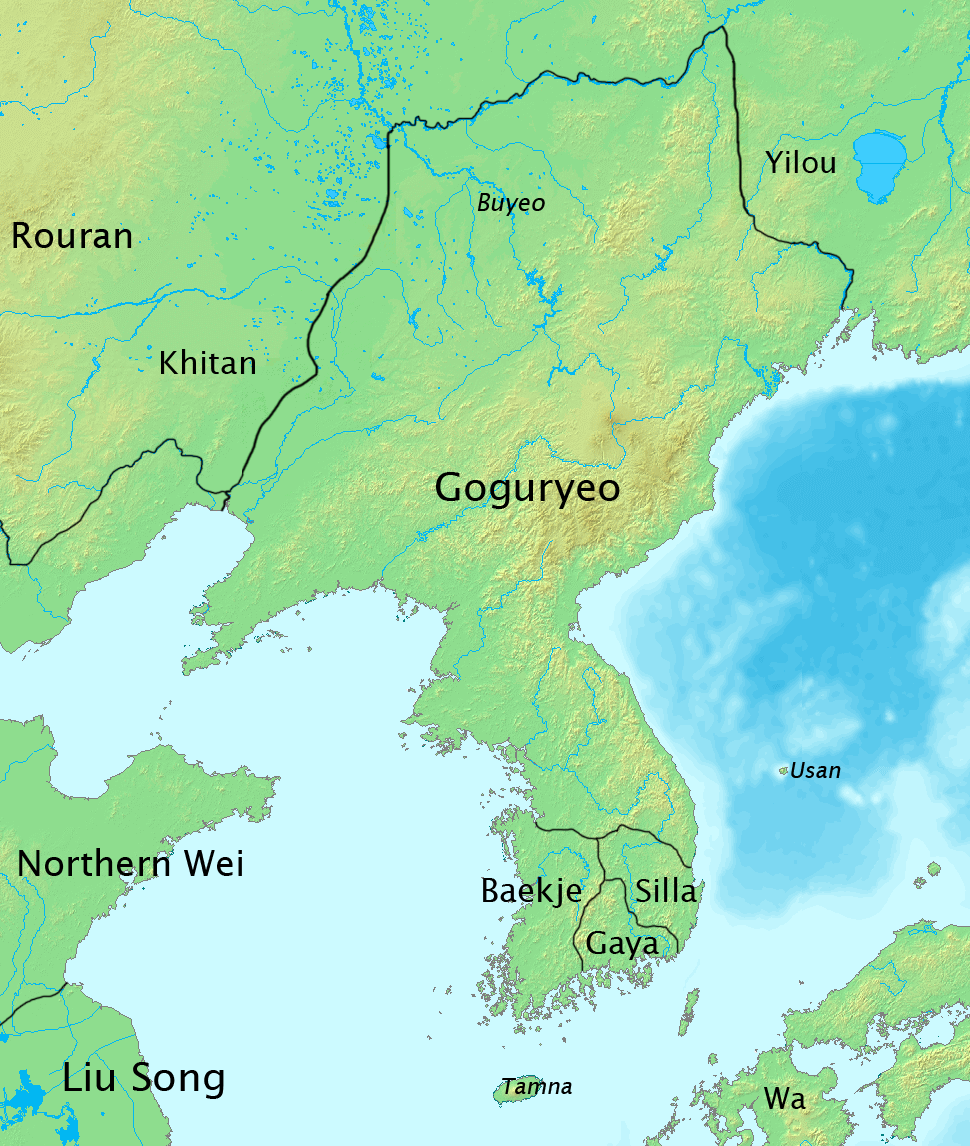
476년 전성기의 고구려.

392년, 광개토대왕은 4만 명의 군사를 이끌고 백제를 공격하여 10개의 성을 함락했다. 이에 대응하여 백제의 군주인 아신왕은 393년에 고구려에 대한 반격을 시작했지만 패배했다. 아신왕은 394년에 다시 고구려를 침공했지만 다시 패배했다. 고구려에 여러 차례 패배한 후 백제의 정치적 안정은 무너지기 시작했다. 395년, 백제는 고구려에 다시 패배하여 한강변의 수도 위례성으로 남쪽으로 밀려났다. 이듬해인 396년, 광개토대왕은 한강을 이용하여 육해군으로 위례성을 공격하여 백제를 제압했다. 광개토대왕은 백제의 수도를 점령했고, 패배한 아신왕은 그에게 복종하여, 한 명의 왕자와 10명의 정부 대신을 넘겨주었다. 이후 백제는 한반도 중부에서의 우위를 잃고 쇠퇴했다.
400년, 신라는 백제, 금관가야, 왜의 연합 침공을 격퇴하기 위해 고구려에 원조를 요청했다. 광개토대왕은 5만 명의 병력을 파견하여 적군 연합군을 섬멸했다.
433년, 백제와 신라는 북쪽 고구려의 위협에 균형을 맞추기 위해 동맹을 맺었다 (한글: 나제동맹, 한자: 羅濟同盟).
472년, 백제의 통치자인 개로왕은 고구려에 대항하여 북위와의 군사 동맹을 요청했지만 실패했다. 475년, 광개토대왕의 아들인 장수왕은 백제에 육해군으로 침공하여 수도인 위례성을 함락하고 개로왕을 처형했다. 백제는 남쪽으로 80마일 떨어진 산악 지역인 웅진 (현 공주시)으로 수도를 옮길 수밖에 없었고, 이곳은 황폐해진 왕국에 자연적인 방어막을 제공했다.
479년, 백제와 신라는 혼인을 통해 동맹을 재확인했다. 이는 고구려가 한반도 전체를 정복할 수 없었던 주요 원인이었다.
551년, 백제-신라 연합군은 고구려로부터 중요한 한강 지역을 탈환하기 위해 고구려를 공격하여, 이 지역을 서로 분할할 계획을 세웠다. 553년, 백제는 고구려 요새에 대한 일련의 값비싼 공격으로 소모된 후 결정적인 지역을 획득했지만, 지원을 가장하여 도착한 신라군은 지친 백제군을 공격하여 한강 지역 전체를 점령했고, 이는 두 전 동맹국 간의 전쟁으로 이어져 백제 군주가 사망했다.
백제는 612년, 624년, 627년에 신라를 공격했다. 고구려와 백제는 642년에 신라에 대한 영토 회복을 목표로 동맹을 맺었다 (한글: 여제동맹, 한자: 麗濟同盟). 백제의 의자왕은 642년에 신라를 공격하여 약 40개의 요새를 함락했으며, 645년에는 7개의 요새를 추가로 함락했다. 655년, 고구려-백제 연합군은 신라로부터 30개의 요새를 함락했다.

### 신라
245년, 동천왕은 신라 공격을 명령했지만, 248년에 두 왕국은 우호적인 관계를 맺었다.
장수왕의 신하였던 신라의 눌지는 454년에 고구려와의 관계를 단절했다. 장수왕은 468년에 신라를 침공하여 강원도 일부 지역으로 영토를 확장했으며, 489년에는 다시 침공하여 7개의 성을 함락하고 경상북도 일부 지역으로 영토를 확장했다.
신라는 553년에 백제를 배신하고 고구려로부터 한강 지역을 정복한 후 한반도의 주요 세력으로 부상했지만, 고구려와 백제는 신라에 정치적, 군사적, 경제적 압력을 가했다. 643년, 고구려-백제 연합군의 공격을 받던 신라 조정은 군사 지원을 요청하기 위해 김춘추를 당나라에 파견했고, 이는 당 태종의 고구려 원정으로 이어졌다.
660년, 고구려의 동맹국인 백제는 신라-당 연합군에게 함락되어 백제 수도가 점령되고 백제 왕족이 포로로 중국으로 끌려가면서 멸망했다. 663년, 일본에 체류 중이던 백제 왕자가 일본에 의해 백제의 정당한 왕으로 선포되었고, 일본은 왕위를 회복하기 위한 원정대를 보냈다. 그 결과 벌어진 강 전투에서 일본 함선 400여 척이 침몰하여 백제의 운명이 결정되었고, 일본의 대륙 영향력은 거의 1000년 동안 종식되었다.
660년 백제가 처음 패배한 후, 승리한 동맹군은 8년 동안 고구려를 계속 공격했지만 연개소문을 물리칠 수 없었다. 그러나 연개소문은 자연사했고 그의 세 아들 사이에 내전이 발생하여 신라-당 연합군이 새로운 침공을 시작하게 되었다. 668년 11월, 보장왕은 신라-당 연합군에게 항복했고 고구려는 마침내 멸망했다.

## 중국 국가들과의 충돌

### 한나라
고구려는 1세기에 중요한 독립 왕국이 되었고, 이 지역에서 세력을 확장하기 시작했다. 태조대왕은 이웃한 옥저와 동예를 정복하고, 중국 군현에 반복적으로 공격을 가하고 랴오둥반도를 침입했으며, 이는 그의 후계자들에 의해 계속되었다.

### 요동군
확장하는 고구려 왕국은 곧 서쪽의 요동군과 직접적인 군사적 접촉을 가졌다. 이때쯤 중국의 군벌 공손강은 낙랑군에서 남쪽 절반을 분리하여 대방군을 세웠다. 209년, 공손강은 고구려를 침공하여 일부 영토를 점령하고 고구려를 약화시켰다. 요동으로부터의 압력으로 고구려는 혼강 계곡에 있던 수도를 압록강 계곡의 환도산성 근처로 옮겨야 했다.

### 위 (삼국)
244년, 한나라의 후계 국가인 위의 장군 관구검은 동천왕을 격파하고 잠시 고구려의 수도를 점령하고 약탈했다.
위는 259년에 다시 침공했지만 양맹곡에서 패배했다. 삼국사기에 따르면, 중천왕은 5천 명의 정예 기병을 모아 침공하는 위군을 격파하고 8천 명의 적군을 참수했다.

### 낙랑군
고구려가 랴오둥반도로 세력을 확장함에 따라, 미천왕은 313년에 낙랑군의 마지막 중국 군현을 정복하고 병합하여, 한반도 북부의 나머지 지역을 고구려 영토로 편입시켰다. 이 정복으로 한반도 북부 영토에 대한 중국의 400년에 걸친 지배가 종식되었다.

### 전연
342년 겨울, 모용씨가 다스리던 전연의 선비족은 고구려의 수도 환도를 공격하여 파괴하고, 미천왕의 시신을 파내고 왕대비와 왕비를 포로로 잡는 것 외에도 노예 노동자로 사용하기 위해 5만 명의 고구려 남녀를 붙잡아갔다. 이로 인해 고국원왕은 한동안 도피해야 했다. 선비족은 346년에 부여도 황폐화시켜 부여인들이 한반도로 지속적으로 이주하는 것을 가속화했다.

### 후연
385년, 고국원왕의 아들인 고국양왕은 전연의 후계 국가인 후연을 침공하여 격파했다.
400년, 현재의 랴오닝성에 모용씨가 세운 선비족 국가 후연이 고구려를 공격했다. 광개토대왕은 적군을 격퇴했다. 402년, 광개토대왕은 보복하여 후연의 수도 근처에 있던 숙군성이라는 요새를 정복했다. 405년과 406년에 후연군은 요동의 고구려 요새 (405년 요동성, 406년 목저성)를 공격했지만 두 번 모두 패배했다. 광개토대왕은 요동 전체를 정복했다. 요동을 정복함으로써 광개토대왕은 고조선의 옛 영토를 회복했다. 고구려는 7세기 중후반까지 요동을 지배했다.

### 수나라

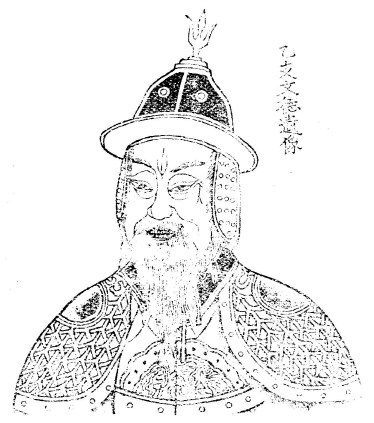
을지문덕

589년, 남북조 시대가 끝나고 수나라는 4세기 동안의 분열을 끝내고 중국을 통일했다. 수 제국은 베트남을 재정복하고 참파를 격파하여 수도를 약탈했으며, 튀르크족, 티베트족, 원(原)몽골족에 대항하여 중국 북부와 중앙아시아의 중요한 땅을 정복했다.
598년, 고구려는 랴오시성에 대한 선제 공격을 감행했고, 이는 수 문제가 육해군으로 반격을 가하는 계기가 되었지만 수나라에게는 재앙으로 끝났다.
612년, 수 양제는 백만 명이 넘는 거대한 병력을 동원하여 고구려를 침공했다. 요동성 방어를 뚫지 못한 수 양제는 30만 5천 명의 병력을 이끌고 고구려의 수도 평양을 공격하도록 명령했다. 그러나 을지문덕 장군은 수군을 유인하여 살수 대첩에서 전멸시켰다. 중국 사서에 따르면, 30만 5천 명의 수군 중 겨우 2,700명만이 돌아왔다. 수 양제는 한국 요새 포위를 풀고 병력을 중국으로 철수시켰다.
수 양제는 고구려를 격파하는 데 집착했다. 그는 613년과 614년에 다시 고구려를 공격했지만, 고구려의 방어 전략, 맹렬한 저항, 유능한 지도력에 실패했다. 게다가 613년의 원정은 국내의 불만과 홍수로 인해 중단되었다. 수 양제의 처참한 고구려 패배는 수나라의 붕괴에 크게 기여했다.

### 당나라

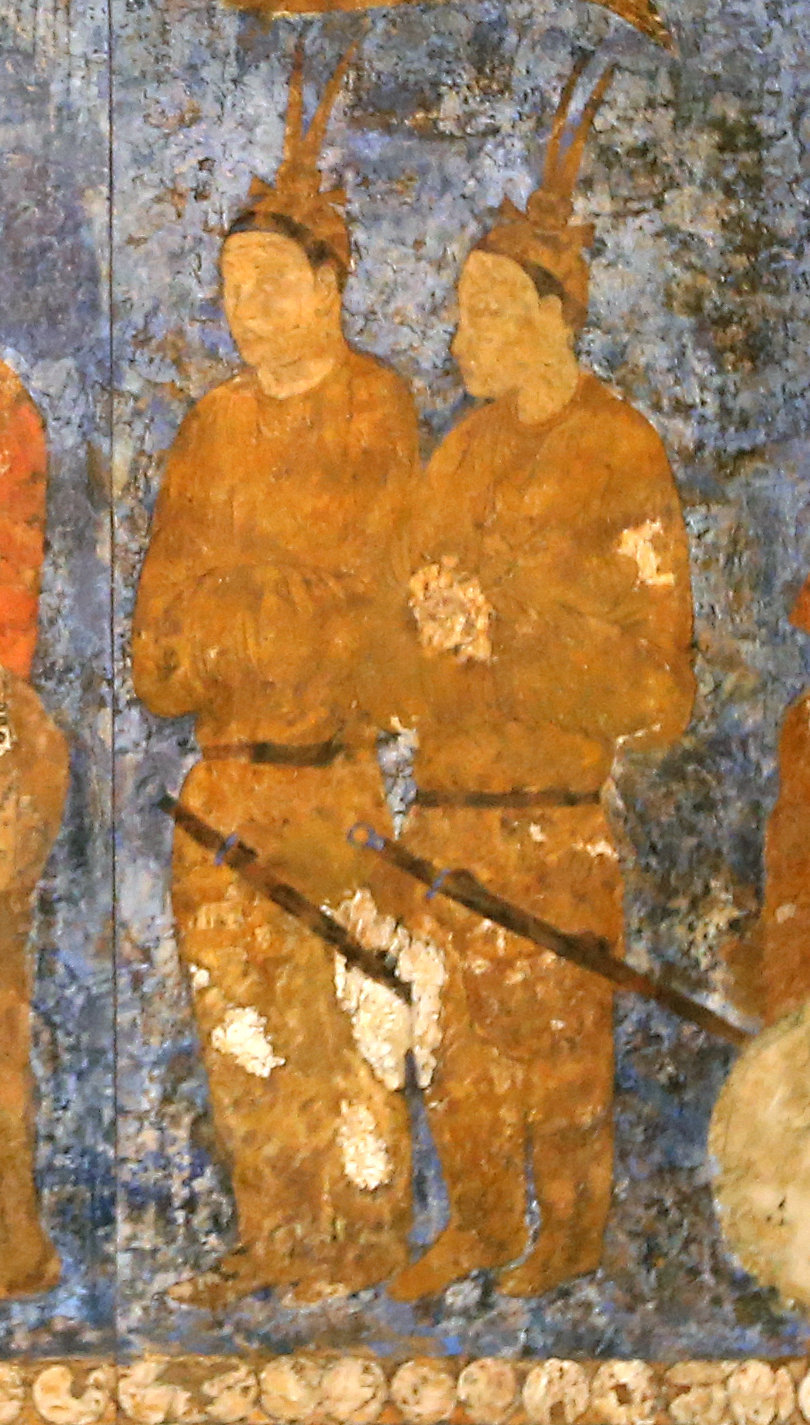
사마르칸트의 바르후만 왕 알현 중인 한국 사신들. 그들은 머리 위에 두 개의 깃털로 식별된다. 648-651년, 아프라시압 벽화, 사마르칸트.

당 태종은 626년에 당나라 황제로 즉위하여 많은 성공적인 군사 작전을 이끌었다. 630년에 당 태종은 고구려의 동맹국인 동돌궐 카간국을 격파하여 중앙아시아의 대부분을 당의 지배하에 두었다. 그 후 타림 분지를 정복하고 640년에 토번을 격파했다. 643년에 선덕여왕은 고구려-백제 연합군에 대항하여 군사 지원을 요청했다. 당은 신라와 동맹을 맺고 644년에 고구려에 대한 대규모 원정을 준비하기 시작했다.
645년, 당 태종은 11만 3천 명의 당군과 불특정 다수의 부족 보조병을 이끌고 육해군으로 고구려 원정을 직접 지휘했다. 그의 유명한 군대는 612년과 613년에 수 양제를 격퇴했던 강력한 요동성을 포함하여 여러 고구려 변경 요새를 점령했다. 7월 18일 안시성 밖에 도착한 당 태종은 15만 명에 달한다고 알려진 구원군을 맞이할 준비를 했다. 당 태종은 이세적에게 1만 5천 명의 병력으로 고구려군을 유인하게 하고, 장손무기의 매복군은 뒤에서 기습하게 했다. 다음 날, 양측은 격돌했고 당 태종은 혼란에 빠진 고구려군에게 궤멸적인 패배를 안겨 2만 명의 사상자와 3만 6천 8백 명의 포로를 잡았다. 당 태종은 이후 안시성을 포위했다. 그의 군대는 한국 요새를 하루에 6, 7회 공격했지만, 수비군에게 매번 격퇴되었다. 몇 달간의 포위에도 불구하고 견고한 요새를 뚫지 못한 당은 결국 요새의 성벽보다 높이 솟아오르게 설계된 거대한 흙산 건설에 모든 것을 걸었다. 그러나 수비군은 3일간의 당군의 맹렬한 공격에도 불구하고 흙산을 점령하고 성공적으로 지켜냈다. 게다가 추운 날씨 (겨울이 다가옴)와 식량 부족으로 당군의 상황이 악화되면서 당 태종은 10월 13일에 고구려에서 철수 명령을 내릴 수밖에 없었지만, 양만춘 안시성 사령관에게 호화로운 선물을 남겼다.
당 태종은 647년과 648년에 다시 고구려를 공격했지만 실패했다.
고구려를 격파하는 것은 당 태종의 집착이었다. 649년 그가 사망한 후, 그의 아들 당 고종은 그의 야망을 이어받았다. 김춘추의 제안에 따라 신라-당 동맹은 660년에 먼저 백제를 정복하여 고구려-백제 동맹을 깨뜨린 다음, 고구려에 전력을 집중했다. 그러나 당 고종도 연개소문이 이끄는 고구려를 격파할 수 없었다. 연개소문의 가장 주목할 만한 승리 중 하나는 662년 사수(蛇水) 전투에서 당군을 전멸시키고 침략 장군 방효태와 그의 아들 13명 전원을 죽인 것이다. 따라서 연개소문이 살아있는 동안 당은 고구려를 격파할 수 없었다.

#### 멸망과 그 이후
666년 (664년-666년 사이로 날짜가 다양함), 연개소문은 자연사했고 그의 세 아들 사이에 내전이 발생했다. 그의 장남이자 즉각적인 후계자인 연남생은 당에 망명하여 당 고종에게 고구려의 비밀과 약점을 제공했으며, 다음 침공과 고구려 멸망에 결정적인 역할을 했다. 연개소문의 둘째 아들인 연남건은 형의 배신과는 대조적으로 죽음에 직면하여 저항했고, 끝까지 싸웠다. 한편, 연개소문의 동생인 연정토는 신라 측으로 망명했다.
당-신라 연합군은 667년에 망명한 연남생의 도움을 받아 고구려에 대한 새로운 침공을 감행했고, 668년에 연개소문의 죽음 이후 격렬한 불화, 수많은 배신, 광범위한 사기 저하로 시달리던 분열된 왕국을 마침내 정복했다.
신라는 668년에 한반도의 대부분을 통일했지만, 당나라에 대한 왕국의 의존은 대가를 치러야 했다. 당나라는 한반도 전체에 대한 지배를 강요하려 했지만, 신라는 고구려와 백제 난민의 도움을 받아 강력히 저항하여 당을 축출했다. 그러나 신라의 삼국 시대 통일은 오래가지 못했다. 왜냐하면 옛 고구려 장군 대조영이 고구려 잔여 세력을 이끌고 말갈족과 연합하여 고구려의 후계 국가인 발해를 세웠기 때문이다. 발해는 결국 고구려의 옛 영토 대부분을 재정복하고 유지했다.
당나라의 고구려 장군 고준은 안록산의 반란을 진압하고 베이징(지청 (베이징))을 점령했을 때 안록산의 난#연나라의 붕괴와 반란의 종식에서 서역 및 중앙아시아의 소그드인 백인들을 코가 큰 것으로 식별하여 대량 학살을 명령했고, 어린 백인 아이들을 창으로 찔러 죽였다.
발해는 전성기의 강력한 제국이 되었지만, 결국 926년에 요나라에게 멸망했다. 발해의 멸망은 만주에 영토를 유지했던 마지막 한국 왕국이었기 때문에 동북아시아 역사에서 결정적인 사건이었다. 고구려는 918년에 고구려 귀족의 후손인 왕건이 세운 후계 국가인 고려에 의해 다시 부활했다. 937년, 멸망한 발해의 지배 계층 대부분과 마지막 태자는 고려로 망명했고, 그곳에서 왕건에게 따뜻한 환영을 받으며 왕실 가족에 편입되어 고구려의 두 후계 국가를 통일했다.

## 유목 국가들과의 충돌
395년, 광개토대왕은 서쪽 랴오허 유역의 거란 백리(白利) 부족을 침공하여, 3개 부족과 600~700개의 막사를 파괴했다.
398년, 광개토대왕은 북동쪽의 숙신족을 정복했는데, 이들은 퉁구스족이었으며, 나중에 여진족과 만주족의 조상이었다.
479년, 장수왕은 거란을 침공한 다음, 유연 동맹과 함께 지두우를 공격했다.

## 일본 국가들과의 충돌
404년, 광개토대왕은 한때 대방군이었던 남쪽 경계에서 일본 열도의 왜의 공격을 격파하여 적군에게 막대한 사상자를 입혔다.

## 같이 보기
- 한국의 역사
- 한국의 군사사

## 추가 자료
- Graff, David A. (2002). 《Medieval Chinese Warfare, 300–900》. New York: Routledge. ISBN 0-415-23954-0.